# Staurastrum longibrachiatum
Staurastrum longibrachiatum là một loài Song tinh tảo trong họ Desmidiaceae, thuộc chi Staurastrum.